# Boulevard de la Comtesse
Le boulevard de la Comtesse est une voie d'environ 1,7 km, située à cheval sur les 12e arrondissement et 13e arrondissement de Marseille.
De type résidentiel et bourgeois, il fait le lien entre les quartiers de Saint-Julien et celui des Olives. La voie doit son nom la comtesse Eugénie Adelaïde Jaubert de Saint-Pons propriétaire des terrains sur laquelle elle fut ouverte. 

## Historique
Le boulevard de la Comtesse fut originellement percé sur la propriété Saint-Pons, appartenant à Françoise Delmas, épouse de Saint-Pons, ou plus exactement à sa fille, la comtesse Eugénie Adelaïde Jaubert de Saint-Pons (1790-1862, épouse de Dominique François Prix d'Audibert Caille du Bourguet, Seigneur de Bourigaille).
La propriété de la comtesse, l'Argentina, se trouvait à l'est du boulevard, au n°22 (actuellement n°92, localisation de la Résidence La Comtesse). À l'époque du développement de Marseille au-delà du Jarret, fin du XIXe siècle, la propriété fut divisée en plusieurs parcelles, au même titre que les deux autres majeures propriétés du quartier, Pinatel et Rampal, dont les noms se retrouvent dans les rues avoisinantes.
Ce boulevard faillit porter le nom de Fernandel (délibération du 20 décembre 1971), mais cela ne fut jamais appliqué en raison des réclamations des habitants. Ce nommage fut annulé par la délibération du 3 décembre 1973, et le nom de Fernandel fut attribué à la partie de l'Avenue des Trois Lucs où il possédait sa villa les Mille Roses.

## Bâtiments remarquables et lieux de mémoire

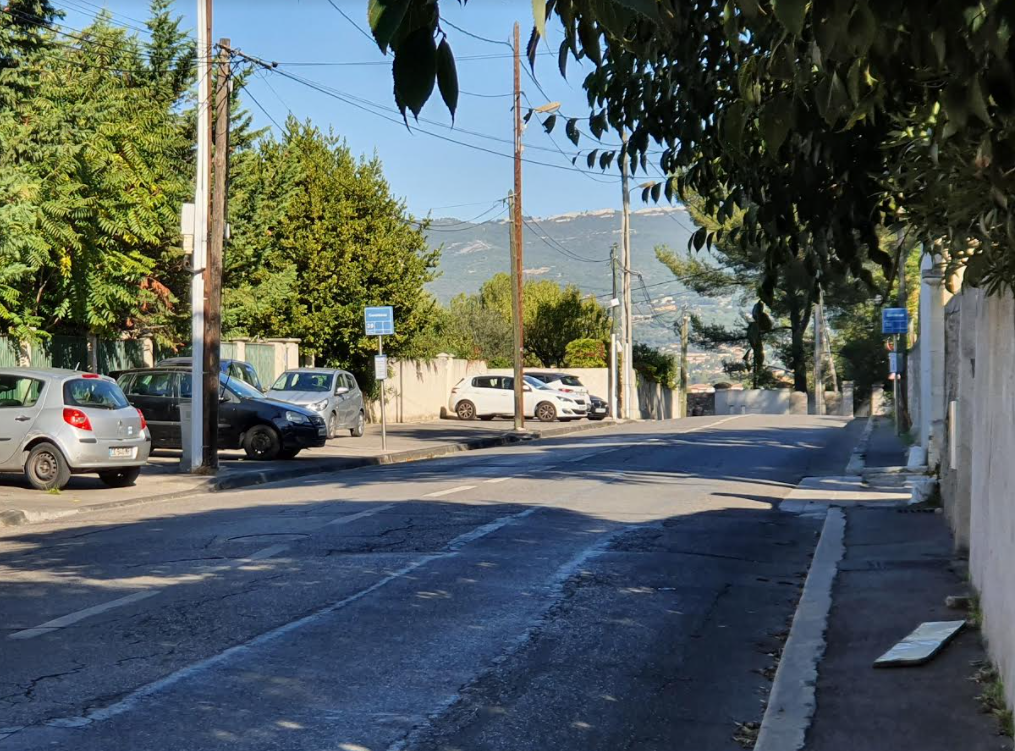
Boulevard de la Comtesse en 2021.